# Örvattnet (Mangskogs socken, Värmland)
Örvattnet är en sjö vid Mangskog nära Arvika i Arvika kommun i Värmland och ingår i Göta älvs huvudavrinningsområde. Sjön är 32 meter djup, har en yta på 0,796 kvadratkilometer och befinner sig 276,9 meter över havet. Vid provfiske har abborre och öring fångats i sjön.

## Delavrinningsområde
Örvattnet ingår i delavrinningsområde (662584-133272) som SMHI kallar för Utloppet av Mangen. Medelhöjden är 201 meter över havet och ytan är 25,83 kvadratkilometer. Räknas de 8 avrinningsområdena uppströms in blir den ackumulerade arean 145,44 kvadratkilometer. Slorudsälven (Oltjärnsbäcken) som avvattnar avrinningsområdet har biflödesordning 4, vilket innebär att vattnet flödar genom totalt 4 vattendrag innan det når havet efter 312 kilometer. Avrinningsområdet består mestadels av skog (67 procent). Avrinningsområdet har 3,97 kvadratkilometer vattenytor vilket ger det en sjöprocent på 15,4 procent.